# Crystal (Minnesota)
Pour les articles homonymes, voir Crystal.
La ville américaine de Crystal est située dans le comté de Hennepin, dans l’État du Minnesota. Lors du recensement de 2010, sa population s’élevait à 22 151 habitants.